# Zeyad Ishaish
Zeyad Eishaih Hussein Ishaish, noto anche come Zeyad Eashash (in arabo زياد اعشيش حسين عشيش‎?; Amman, 23 ottobre 1998), è un pugile giordano.

## Biografia
È fratello minore di Hussein Ishaish, anche lui pugile di caratura internazionale.
Ha rappresentato la Giordania ai Giochi olimpici estivi di Tokyo 2020 ed è stato portabandiera alla cerimonia d'apertura, assieme alla taekwondoka Julyana Al-Sadeq. Ha gareggiato nel torneo dei pesi welter, dove è stato eliminato agli ottavi per mano del mauriziano Merven Clair.

## Palmarès
- Giochi asiatici

Giacarta-Palembang 2018: bronzo nei pesi welter;